# باشگاه فوتبال دپورتیوو تاچیرا
باشگاه فوتبال دپورتیوو تاچیرا (به انگلیسی: Deportivo Táchira) یک باشگاه فوتبال واقع در سن کریستوبال، تاچیرا در کشور ونزوئلا است. این تیم در لیگ سطح اول فوتبال ونزوئلا بازی می‌کند و سابقه ۱۱ قهرمانی در این رقابت‌ها را نیز دارد. این باشگاه در زمان تاسیس، باشگاه فوتبال سن کریستوبال نام داشت.